# Alex & Co. – Der Film
Alex & Co. – Der Film (italienisch Come diventare grandi nonostante i genitori ‚Wie man trotz der Eltern erwachsen wird‘) ist ein italienisches Jugend-Filmdrama von Luca Lucini aus dem Jahr 2016, das von der The Walt Disney Company Italien und von 3Zero2 produziert wurde. Der Film basiert auf der italienischen Serie Alex & Co. des Disney Channels. In Italien feierte der Film seine Premiere am 24. November 2016 in den Kinos des Landes. Im deutschsprachigen Raum erfolgte die Premiere am 27. August 2017 im Disney Channel. Obwohl der Film auf der Serie Alex & Co. basiert, spielt er in einem Paralleluniversum, weshalb der Film keinerlei Einfluss auf die Handlung der Serie hat.

## Handlung
Die neue Schuldirektorin Silvia Rufini beschließt gegen den Widerstand einiger Kollegen, alle außerschulischen Aktivitäten an der Schule abzuschaffen. Daneben lehnt sie die Teilnahme ihrer Schule an einen nationalen Musikwettbewerb ab, an den Alex und seine Freunde gerne teilnehmen würden. Schnell melden sich die Erziehungsberechtigten der Freunde zu Wort, die gegen diese Entscheidung protestieren. Doch als die Direktorin droht, die Menge der Hausaufgaben zu verdoppeln, und die ersten schlechten Noten ins Haus wandern, geben die Erziehungsberechtigten klein bei. Enttäuscht von der Entscheidung ihrer Vormünder und getrieben von ihrer Leidenschaft für die Musik, entschließen sich Alex und seine Freunde gegen den Willen ihrer Erziehungsberechtigten und der Schulleitung an dem Wettbewerb teilzunehmen.
Auf den Weg ins Finale und zum Sieg benötigen die Freunde nun Hilfe von anderer Stelle. Diese erhalten sie in Form von unerwarteten neuen Freunden. Nebenbei hat jeder der Freunde innerhalb seiner Familie zusätzlich andere Probleme und Konflikte zu lösen. Diese sind neben Themen wie Privatsphäre, Selbstbestimmung, gegenseitige Akzeptanz und Selbstverwirklichung auch Themen wie Trauerbewältigung, Liebe und Zusammenhalt. Und so verwundert es nicht, dass gleich zu Beginn des Films die Frage, wie man trotz der Eltern erwachsen wird, im Raum geworfen wird. Sie wird nach und nach im Film beantwortet.

## Besetzung und Synchronisation
| Hauptfigur          | Darsteller         | Deutscher Sprecher |
| ------------------- | ------------------ | ------------------ |
| Alex Leoni          | Leonardo Cecchi    | Patrick Baehr      |
| Emma Ferrari        | Beatrice Vendramin | Tanja Schmitz      |
| Nicole De Ponte     | Eleonora Gaggero   | Lydia Morgenstern  |
| Samuele „Sam“ Costa | Federico Russo     | Sebastian Fitzner  |
| Christian Alessi    | Saul Nanni         | Patrick Keller     |
| Davide Aiello       | Emanuele Misuraca  |                    |
| Evelyn Riley        | Chiara Primavesi   |                    |
| Pat Riley           | Toby Sebastian     |                    |

| Nebenfigur       | Darsteller           | Deutscher Sprecher |
| ---------------- | -------------------- | ------------------ |
| Silvia Rufini    | Margherita Buy       |                    |
| Mary             | Giovanna Mezzogiorno | Christin Marquitan |
| Bob Riley        | Matthew Modine       |                    |
| Augusto Ferrari  | Roberto Citran       | Uli Krohm          |
| Diego Leoni      | Sergio Albelli       | Bernd Vollbrecht   |
| Elena Leoni      | Elena Lietti         |                    |
| Rick De Ponte    | Paolo Pierobon       |                    |
| Sara De Ponte    | Sara D’Amario        |                    |
| Monica Alessi    | Francesca De Martini |                    |
| Igor Alessi      | Ninni Bruschetta     |                    |
| Wilma            | Gabriella Franchini  | Daniela Hoffmann   |
| Giovanni Aiello  | Giovanni Calcagno    |                    |
| Paola Aiello     | Aglaia Mora          |                    |
| Michele          | Paolo Calabresi      |                    |
| DJ und Moderator | Federico Russo       |                    |

## Entstehung und Veröffentlichung
Am 2. Dezember 2015 kündigte die The Walt Disney Company Italien an, einen Kinofilm basierend auf der erfolgreichen italienischen Disney-Channel-Serie Alex & Co. zu produzieren, der für September 2016 geplant war. Am 31. März 2016 wurde bekannt, dass Luis Prieto für die Regie und Gennaro Nunziante für das Drehbuch verantwortlich sind. Die Filmveröffentlichung wurde von September 2016 auf den 24. November 2016 verschoben. Am 21. Oktober 2016 wurde bekannt, dass Luis Prieto durch Luca Lucini ersetzt wurde und dass der Film den Titel Come diventare grandi nonostante i genitori trägt. Daneben wurden die Namen einiger Schauspieler des Films veröffentlicht.
Der Film feierte seine Premiere in Italien am 24. November 2016 in den Kinos des Landes. Zudem erschien der Film in Italien am 15. März 2017 auf DVD. Die Premiere in Deutschland fand am 27. August 2017 im Disney Channel statt.
| Land | Erstaufführung                                 | Datum              | Filmtitel                                                                           | Beleg         |
| --- | ---------------------------------------------- | ------------------ | ----------------------------------------------------------------------------------- | ------------- |
| Italien | Kino                                           | 24. November 2016  | Come diventare grandi nonostante i genitori                                         | [ 1 ]         |
| Vereinigte Staaten | Los Angeles Italia Film Festival               | 21. Februar 2017   | How to Grow Up Despite Your Parents                                                 | [ 8 ]         |
| Spanien | Disney Channel Spanien                         | 16. April 2017     | Alex & Friends: Sobreviviendo a los padres                                          | [ 9 ]         |
| Kanada | Italian Contemporary Film Festival Junior 2017 | 8. Mai 2017        | How to Grow Up Despite Your Parents                                                 | [ 10 ]        |
| Bulgarien | Disney Channel Bulgarien                       | 15. Juli 2017      | Акекс и групата: Как да следваш мечтите си, въпреки възрастните                     | [ 11 ]        |
| Rumänien | Disney Channel Rumänien                        | 15. Juli 2017      | Alex și trupa: cum să devii mare chiar dacă părinții îți pun bețe-n roate           | [ 12 ]        |
| Polen | Disney Channel Polen                           | 22. Juli 2017      | Alex i spółka: Jak dorosnąć pod okiem rodziców                                      | [ 13 ]        |
| Tschechien Slowakei | Disney Channel Tschechien                      | 28. Juli 2017      | Alex & spol.: Jak dospět navzdory rodičům                                           | [ 14 ]        |
| Ungarn | Disney Channel Ungarn                          | 28. Juli 2017      | Alex és bandája: Hogyan nőjünk fel a szüleink akarata ellenére                      | [ 15 ]        |
| Deutschland Österreich Schweiz Liechtenstein | Disney Channel Deutschland                     | 27. August 2017    | Alex & Co. – Der Film                                                               | [ 2 ]         |
| Frankreich | Disney Channel Frankreich                      | 27. September 2017 | Alex & Co. le film                                                                  | [ 16 ]        |
| Griechenland | Disney Channel Griechenland                    | 26. Januar 2018    | Ο Άλεξ και η Παρέα του – Πώς να μεγαλώσεις χωρίς την βοήθεια των γονιών σου         | [ 17 ]        |
| Südafrika | Disney Channel Südafrika                       | 26. Januar 2018    | Alex & Co: How To Grow Up Despite Your Parents                                      | [ 18 ]        |
| Arabische Liga | Disney Channel Naher Osten                     | 26. Januar 2018    | Alex & Co: How To Grow Up Despite Your Parents                                      | [ 18 ]        |
| Argentinien Bolivien Chile Kolumbien Kuba Costa Rica Ecuador El Salvador Guatemala Haiti Honduras Nicaragua Mexiko Panama Paraguay Peru Dominikanische Republik Uruguay Venezuela | Disney Channel Lateinamerika                   | 10. Februar 2018   | Alex & Co.: Cómo crecer a pesar de tus padres                                       | [ 19 ]        |
| Brasilien | Disney Channel Brasilien                       | 10. Februar 2018   | Alex & Co. – Como crescer, apesar dos pais                                          | [ 20 ]        |
| Niederlande Belgien | Disney Channel Niederlande und Belgien         | 24. März 2018      | Alex & Co: Volwassen worden ondanks je ouders Alex & Co. le film Alex & Co. De film | [ 21 ] [ 22 ] |

## Filmmusik
Im Film kommen neben bekannten Musiktiteln aus der Fernsehserie auch neue Stücke vor, welche auf dem zweiten Album Alex & Co. – Welcome To Your Show zur Serie zu finden sind. Daneben sind im Film auch Titel von anderen Künstlern zuhören.
Titel aus dem Film:
- I Can See The Stars: gesungen von den Hauptpersonen
- The Strawberry Place: gesungen von den Hauptpersonen
- The Clearest Day of Spring: gesungen von den Hauptpersonen
- Weekend Syndrome: gesungen von Mad&Bros
- Cinicittà: gesungen von Mad&Bros
- Word World: gesungen von Mad&Bros
- Follow The Sun: gesungen von Xavier Rudd

Titel aus der Serie:
- Welcome To Your Show: eine Remix-Version, gesungen von den Hauptpersonen
- All The While: eine Cappella-Version, gesungen von Eleonora Gaggero (Nicole) und begleitet von Emanuele Misuraca (Davide)
- Music Speaks: gesungen von den Hauptpersonen
- We Are One: gesungen von den Hauptpersonen
- Truth or Dare: gesungen von den Hauptpersonen
- Likewise: die instrumentale Version